# Hockenheim
Hockenheim là một thành phố nằm ở phía tây bắc bang Baden-Württemberg của Đức, là một trong sáu thị trấn lớn nhất của huyện Rhein-Neckar-Kreis. Năm 1999, dân số của thành phố vượt ngưỡng 20,000 người. Thành phố này có quan hệ kết nghĩa với Commercy của Pháp và thành phố Mooresville của Mỹ.

## Địa lý:

### Vị trí địa lý:
Hockenheim nằm địa đầu sông Rhein và ngày trước là đường buôn bán từ thành phố Frankfurt am Main đến Basel. Dòng suối mộng mơ Kraichbach chảy qua trung tâm thành phố Hockenheim.
Tổng diện tích cả Hockenheim là 3484 Km², 28,2% là nơi dân sinh sống, 47,5% là đất nông nghiệp, 2,3% Nước và 21,1% là rừng cây.

### Ranh giới:
Hockenheim có đường ranh giới với các thành phố sau: Ketsch, Schwetzingen, Oftersheim,Leimen (Đoạn ngắn của Sandhausen) Reilingen,Neulußheim,Altlußheim và sông Rhein

### Tôn Giáo:
Hockenheim ban đầu thuộc về các giáo phận của Speyer. Như địa phận vùng Kurpfalz, Từ 1545 Hockenheim đã sáp nhập vào Friedrich II. Với một yêu cầu để thiết lập một mục sư Tin Lành. Nhưng nó chỉ có từ năm 1556  theo sự chỉ đạo của Ottheinrich.
Những người theo đạo Thiên chúa Giáo con số này bằng người theo đạo Tin Lành.
Ngoài hai nhà thờ lớn còn có nhà thờ  Kitô giáo.(Evangelisch-Methodistischen) Một nhà thờ người hồi giáo xây dựng từ năm 2000  và một nghĩa trang của người Do Thái được xây dựng từ năm 1879.

### Dân số:

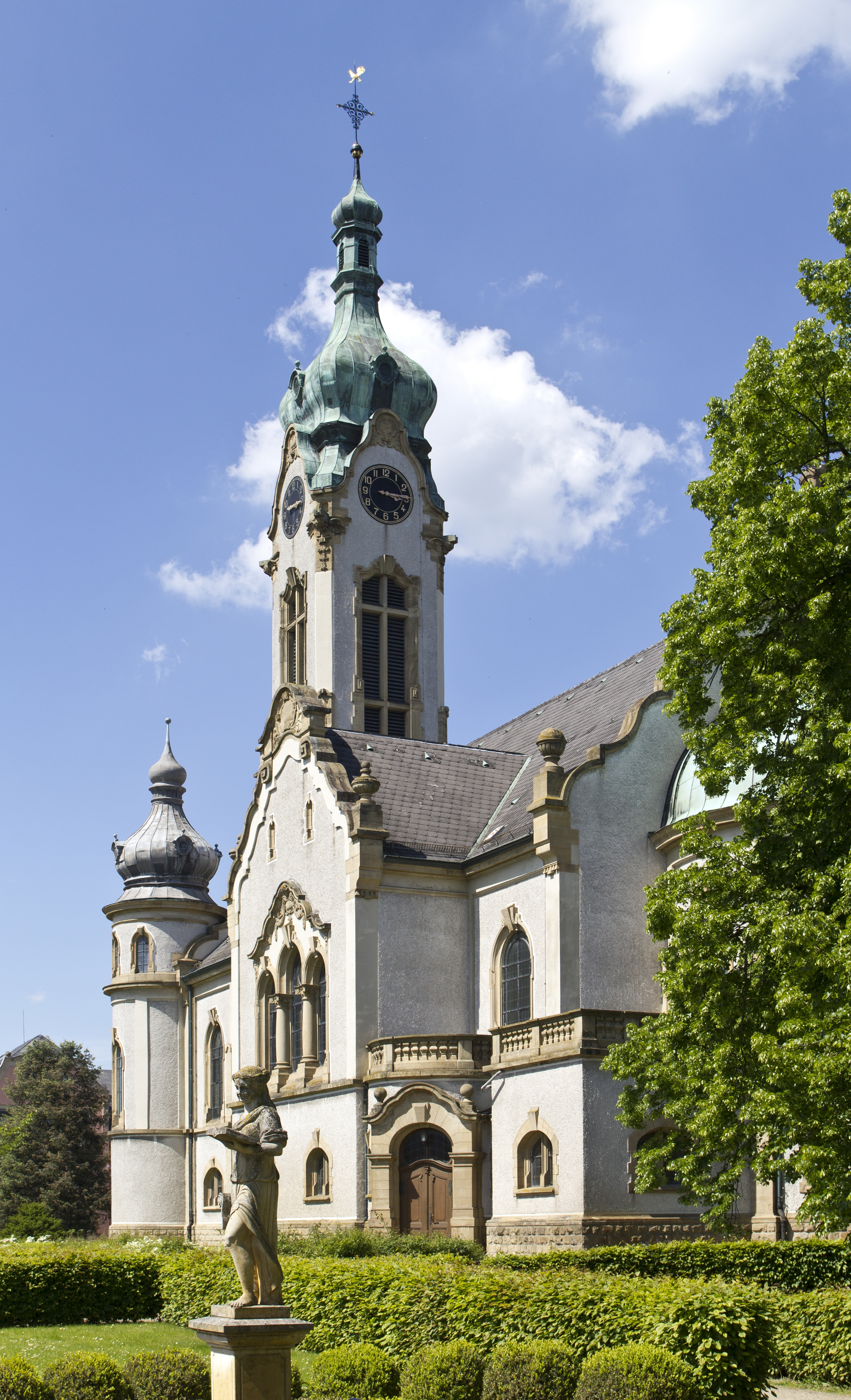
Nhà thờ Tin Lành

| Năm  | Dân số | Năm  | Dân số |
| ---- | ------ | ---- | ------ |
| 1786 | 1088   | 1939 | 10000  |
| 1809 | 1389   | 1945 | 9899   |
| 1825 | 1724   | 1950 | 12183  |
| 1839 | 2560   | 1961 | 13213  |
| 1849 | 3102   | 1968 | 15107  |
| 1858 | 3217   | 1970 | 15542  |
| 1871 | 3753   | 1975 | 16890  |
| 1875 | 4176   | 1980 | 15997  |
| 1880 | 4400   | 1987 | 16112  |
| 1890 | 4966   | 1990 | 17015  |
| 1900 | 5795   | 1995 | 18774  |